# 奧科約
奧科約是剛果共和國的城鎮，由盆地省負責管轄，位於該國中部阿利馬河畔，距離與加蓬接壤的邊境約50公里，鎮上有機場設施。
1°28′S 15°05′E / 1.467°S 15.083°E